# Sunes jul
Sunes jul er en svensk julekalender fra 1991. Den er skrevet af Anders Jacobsson og Sören Olsson, der også står bag bøgerne om Sune. En af bøgerne er blevet filmatiseret på dansk, Sunes familie fra 1997. I julekalenderen følger man i 24 afsnit Sune og hans kaotiske familie.
I 1993 blev julekalenderen fulgt op af spillefilmen Sunes sommer.

## Medvirkende (i udvalg)
- Andreas Hoffer - Sune
- Gabriel Odenhammar - Håkan
- Nina Almlöf - Anna
- Peter Haber - Rudolf
- Carina Lidbom - Karin
- Meta Velander - farmor
- Olof Thunberg - farfar
- Gaby Stenberg - fru Gunnarsson
- Rebecka Liljeberg - Sophie
- Annette Stenson-Fjordefalk − lærerinde
- Måns Herngren - Zorro
- Åke Lindström - julemanden
- Ulf Larsson - 1. vagt
- Carl Carlswärd - 2. vagt
- Rolf Lassgård - skovfoged
- Pär Ericson − skoleinspektør
- Christer Fant - præst
- Meg Westergren - kvinde ved skranke
- Inga Ålenius - vaffelbager
- Suzanne Reuter - veninde
- Anders Jacobsson og Sören Olsson - tv-værter
- Claes Malmberg - fotograf